# Trường Đại học Klabat
Trường Đại học Klabat tọa lạc tại làng Airmadidi cách Manado 25 km. Trong tiếng Indonesia, tên gọi của trường là Universitas Klabat, và trước đây có tên là Cao đẳng Núi Klabat. Trường này được thành lập năm 1965 bởi Gereja Masehi Advent Hari Ketujuh, một đại diện của giáo hội Cơ đốc Phục lâm An Thất Nhật (Seventh-day Adventist Church).